# García Ferrández
García Ferrández (? - 16 de mayo de 1205) fue un eclesiástico castellano, obispo de Calahorra y de Pamplona posteriormente.
De origen castellano, fue obispo de Calahorra desde el 1190 hasta el 1194, realizando una peregrinación a Roma en el 1192 ante Celestino III. 

## Obispado en Pamplona
Sería trasladado a la sede pamplonesa en el 1194, tras la muerte del obispo electo Martín de Tafalla, situación en la que se encontraría él mismo hasta agosto del 1195.
Durante su obispado se estaban llevando a cabo los intentos papales por unificar a los reyes cristianos contra los almohades, especialmente tras la derrota leonesa en la batalla de Alarcos, tras la cual se produjeron fuertes ataques de parte del rey navarro Sancho VII al monarca castellano en alianza con el rey leonés y los almohades. La intervención papal consiguió poner fin al ataque en alianza con el musulmán pero tan solo dos años después, en el  produjo la invasión por parte del rey de Aragón, Pedro II y de Castilla, Alfonso VIII, quienes conquistaron Aibar, Burgui y Miranda e Inzura respectivamente.
| Predecesor: Rodrigo de Cascante | Obispo de Calahorra 1190 - 1194 | Sucesor: Juan de Préjano  |
| Predecesor: Martín de Tafalla   | Obispo de Pamplona 1194 - 1205  | Sucesor: Juan de Tarazona |